# Stephen Bissette
Stephen Bissette, né le 14 mars 1955 dans l'état du Vermont aux États-Unis, est un scénariste, dessinateur et éditeur américain de bande dessinée. Il a également écrit un roman et quelques nouvelles.

## Biographie
Stephen Bissette vit son enfance dans la ville de Duxbury, dans l'état du Vermont. Il suit des études à  la Howard Union High School où il découvre les comics underground, à la suite de sa lecture de Zap Comix de Robert Crumb. Cela l'encourage à dessiner ses propres récits. En 1977, il étudie à l'école d'art de Joe Kubert qui ouvre ses portes cette année-là. Il y rencontre Rick Veitch.
En 1983, avec John Totleben, il est le dessinateur du comics Saga of the Swamp Thing, scénarisé par Alan Moore.
En 1985, il crée avec John Totleben un comics spécialisé dans l'horreur nommé Taboo dans lequel est publié le début de From Hell d'Alan Moore et Eddie Campbell. Il édite ensuite une série nommée Tyrant, mais celle-ci ne dure que 4 numéros. En 1999, il quitte le monde des comics. Il devient professeur au  Center For Cartoon Studies situé dans l'état du Vermont.

## Prix et récompenses
- 1985 : prix Kirby de la meilleure série pour Swamp Thing (avec John Totleben et Alan Moore)
- 1985 : prix Kirby de la meilleure équipe artistique pour Swamp Thing (avec John Totleben)
- 1985 : prix Kirby du meilleur épisode pour Swamp Thing Annual n°2 (avec John Totleben et Alan Moore)
- 1985 : prix Kirby de la meilleure couverture pour Swamp Thing n°34 (avec John Totleben)
- 1986 : prix Kirby de la meilleure série pour Swamp Thing (avec John Totleben et Alan Moore)
- 1987 : prix Kirby de la meilleure série pour Swamp Thing (avec John Totleben et Alan Moore)
- 1993 : prix Eisner de la meilleure anthologie pour Taboo